# Rossano Brazzi

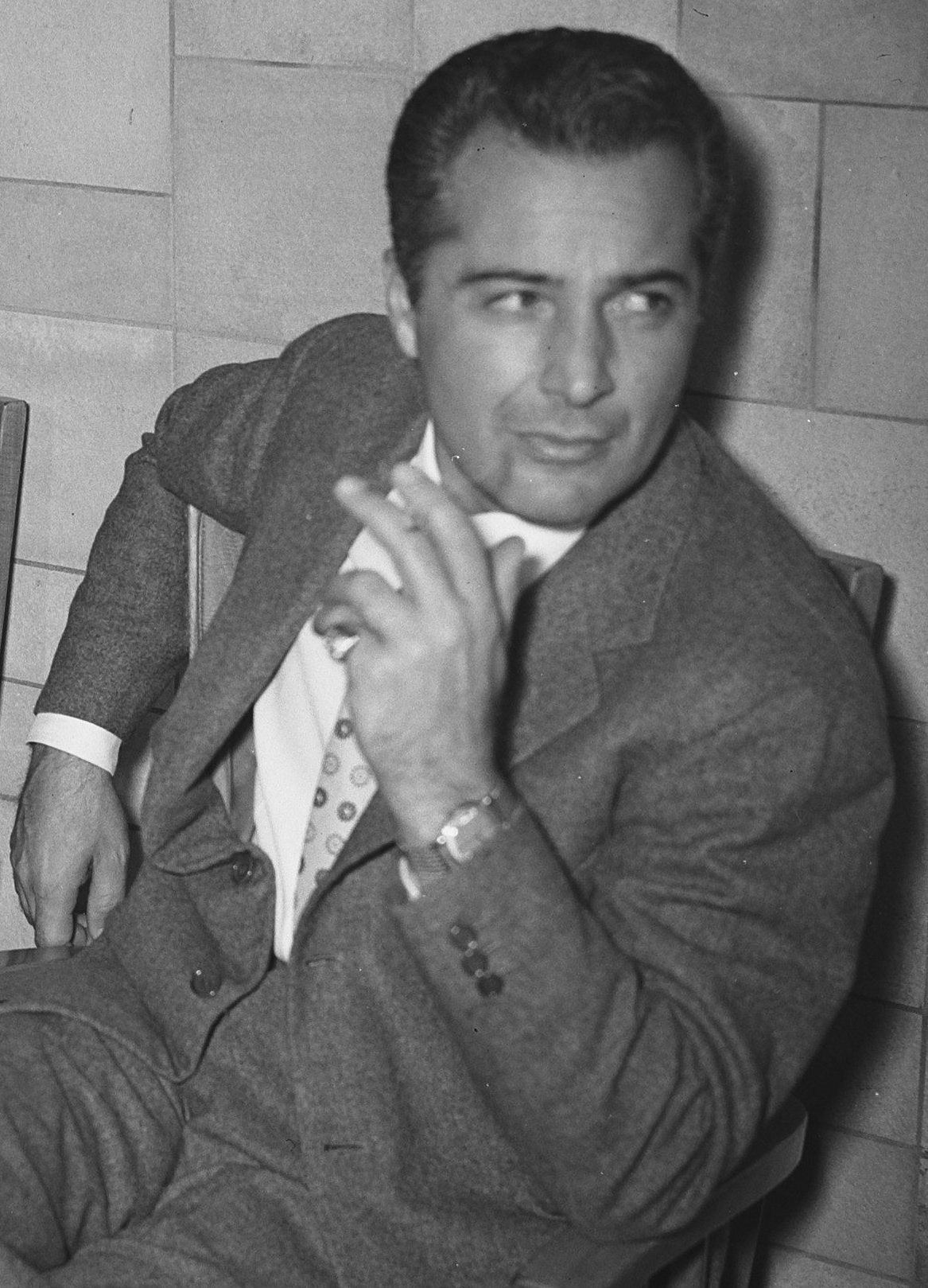
Rossano Brazzi (1954)

Rossano Brazzi (* 18. September 1916 in Bologna; † 24. Dezember 1994 in Rom) war ein italienischer Schauspieler, der vor allem in den 1950er Jahren auch international ein gefragter Darsteller war.

## Leben
Brazzi wurde 1916 in Bologna als Sohn eines Schuhmachers geboren und lebte ab 1920 mit seinen Eltern Adelmo und Maria Ghedini Brazzi sowie mit seinen jüngeren Geschwistern Oscar und Franca in Florenz, wo er später an der Universität San Marco Jura studierte. Als er 1937 sein Studium abschloss, schickte ihn sein Vater, der inzwischen eine Lederfabrik besaß, zu einem Freund nach Rom, um erste praktische Erfahrungen als Anwalt zu sammeln. Dort wurde er aufgrund seines guten Aussehens von einem Klienten für eine Theateraufführung engagiert. Brazzi gab schließlich seinen eigentlichen Beruf auf und schloss sich einer Schauspieltruppe an. Als Sänger hatte er bereits in jungen Jahren erste Bühnenerfahrungen gesammelt.
Im Jahr 1938 trat er erstmals in einem Film auf. Es folgten viele kleine Rollen in italienischen Produktionen. 1943 war er auch in dem deutschen Kriminalfilm Damals an der Seite von Zarah Leander und Hans Stüwe zu sehen. 1949 feierte er sein Hollywood-Debüt in Mervyn LeRoys Little-Women-Adaption Kleine tapfere Jo als deutscher Professor neben June Allyson und Elizabeth Taylor. Sein internationaler Durchbruch gelang ihm jedoch erst 1954 mit Jean Negulescos Liebesfilm Drei Münzen im Brunnen und Joseph L. Mankiewicz’ Filmdrama Die barfüßige Gräfin neben Ava Gardner und Humphrey Bogart. Wie so häufig spielte er auch in dem Liebesdrama Traum meines Lebens (1955) einen Italiener, in den sich eine Frau mittleren Alters, gespielt von Katharine Hepburn, auf ihrer Venedig-Reise verliebt.
Bis Mitte der 1950er Jahre trat Brazzi auch weiterhin auf der Bühne auf. So spielte er 1945 in Florenz La cena delle beffe und war 1946 im Ensemble von Ettore Giannini neben Andreina Pagnani und Carlo Ninchi engagiert, mit denen er u. a. Eugene O’Neills Verhängnisvolle Liebe interpretierte.
In den Jahren 1966 und 1968 inszenierte er drei Filme als Regisseur, zwei davon unter dem Pseudonym Edward Ross; keinem war jedoch ein großer Erfolg vergönnt. Ende der 1960er bis Mitte der 1970er Jahre spielte er zudem in einer Reihe von Filmen mit, bei denen sein Bruder Oscar Brazzi die Regie führte. 1981 erhielt er eine Nominierung für den Nastro d’Argento als bester Nebendarsteller in Ich und Katharina. Ab Mitte der 1960er Jahre zeigte er keine Ambitionen mehr, in künstlerischen Filmen aufzutreten, und ließ sich auch für unterdurchschnittliche Filme und Fernseharbeiten engagieren.
Von 1940 an war Brazzi mit der italienischen Baronin Lidia Bartolini verheiratet. Die Ehe hielt bis zu ihrem Tod im Jahr 1981. 1984 heiratete er die Deutsche Ilse Fischer. Beide Ehen blieben kinderlos. Brazzi hatte jedoch einen unehelichen Sohn, der 1955 aus einer Affäre mit Llewella Humphreys, der Tochter des Mafiosos Murray Humphreys, hervorging und den Namen George Brady (Brady als anglizierte Form von Brazzi) erhielt.
Rossano Brazzi starb am Heiligabend 1994 im Alter von 78 Jahren in Rom an einem Virus im Nervensystem. Sein Grab befindet sich auf dem Cimitero Flaminio in Rom.

## Filmografie (Auswahl)
- 1940: Die gläserne Brücke (Il ponte di vetro)
- 1941: Tosca
- 1941: Rigoletto
- 1942: Karawane (Una signora dell’Ovest)
- 1943: Damals
- 1943: Achtung, Aufnahme (Silenzio, si gira!)
- 1946: Schwarzer Adler (Aquila Nera)
- 1947: Eleonora Duse
- 1947: Stürme der Leidenschaft (Furia)
- 1947: Der weiße Teufel (Il diavolo bianco)
- 1949: Kleine tapfere Jo (Little Women)
- 1949: Vulcano (Vulcano)
- 1950: Unerbittliche Liebe (Gli inesorabili)
- 1950: Toselli-Serenade (Romanzo d’amore)
- 1950: La corona negra
- 1951: Die Rache des schwarzen Adlers (La vendetta di Aquila Nera)
- 1952: Genoveva (La leggenda di Genoveffa)
- 1952: Die Frau, die die Liebe erfand (La donna che inventò l’amore)
- 1952: Anna und der Henker (Il boia di Lilla)
- 1952: Das Schwert der Musketiere (Il filgio di Lagardere)
- 1954: Das Fleisch und der Teufel (La Chair et le Diable)
- 1954: Drei Münzen im Brunnen (Three Coins in the Fountain)
- 1954: Die barfüßige Gräfin (The Barefoot Contessa)
- 1954: Angela, die Teufelin (Angela)
- 1955: Wohnung mit allem Komfort (Gli ultimi cinque minuti)
- 1955: Traum meines Lebens (Summertime)
- 1956: Heirate nie in Monte Carlo (Loser Takes All)
- 1957: Esther Costello (The Story of Esther Costello)
- 1957: Der letzte Akkord (Interlude)
- 1957: Die Stadt der Verlorenen (Legend of the Lost)
- 1958: South Pacific
- 1958: Ein gewisses Lächeln (A Certain Smile)
- 1959: Französische Betten (Count Your Blessings)
- 1960: Archimedes – der Löwe von Syrakus (L’assedio di Siracusa)
- 1960: Austerlitz – Glanz einer Kaiserkrone (Austerlitz)
- 1962: Licht auf der Piazza (Light in the Piazza)
- 1962: Abenteuer in Rom (Rome Adventure)
- 1962: Die Rote
- 1962: Die vier Wahrheiten (Les Quatre vérités)
- 1962: Mondo Cane (Dokumentarfilm)
- 1963: Die teuflische Intrige (L’intrigo)
- 1964: Das ausgeliehene Mädchen (La ragazza in prestito)
- 1965: Kampf in der Villa Fiorita (The Battle of the Villa Fiorita)
- 1965: Junge Haut (Un amore)
- 1966: Weihnachtsmann in Not (Il Natale che quasi non fu) (auch Regie und Produktion)
- 1967: Bobo ist der Größte (The Bobo)
- 1967: Siebenmal lockt das Weib (Woman Times Seven)
- 1968: Sie nannten ihn King (Caccia ai violenti)
- 1968: Krakatoa – Das größte Abenteuer des letzten Jahrhunderts (Krakatoa, East of Java)
- 1969: Salvare la faccia (auch Regie)
- 1969: Charlie staubt Millionen ab (The Italian Job)
- 1969: Das Luder (Vita segreta di una diciottenne)
- 1969–1970: Die Macht des Geldes (The Survivors) (TV-Serie, neun Folgen)
- 1970: Playboys und Abenteurer (The Adventurers)
- 1971: Zeig mir das Spielzeug des Todes (Il giorno del giudizio)
- 1972: Der große Walzer (The Great Waltz)
- 1974: Die Leichenfabrik des Dr. Frankenstein (Terror! Il castello delle donne maledette)
- 1975: Die wilde Meute (Il tempo degli assassini)
- 1978: Zirkuszauber (Mr. Too Little)
- 1978: Caribia – Ein Filmrausch in Stereophonie
- 1979: Drei Engel für Charlie (Charlie’s Angels) (TV-Serie, eine Folge)
- 1979: Das Versprechen (La promessa) (TV-Film)
- 1980: Ich und Katharina (Io e Caterina)
- 1980: Zeit für Wunder (A Time for Miracles) (TV-Film)
- 1981: Barbara’s Baby – Omen III (The Final Conflict)
- 1982: Love Boat (The Love Boat) (TV-Serie, zwei Folgen)
- 1983: Hart aber herzlich (Hart to Hart) (TV-Serie, eine Folge)
- 1984: Palast der Winde (The Far Pavilions) (TV-Mehrteiler)
- 1984: Fear City – Manhattan 2 Uhr nachts (Fear City)
- 1985: Final Justice
- 1985: Christopher Columbus (TV-Miniserie)
- 1985: Das Haus der Verfluchten (7 Hyden Park – La casa maledetta)
- 1986: Die Geheimschublade (Le Tiroir secret) (TV-Miniserie)
- 1988: Russicum – Die Vatikan-Verschwörung (Russicum – I giorni del diavolo)
- 1988: Devil’s Hill (La collina del diavolo) (TV-Film)
- 1989: Romanze ohne Ende (A Fine Romance) (TV-Serie, eine Folge)
- 1989: Blaues Blut (TV-Serie, eine Folge)
- 1990: Inspektor Wexford ermittelt (The Ruth Rendell Mysteries) (TV-Serie, eine Folge)